# Don Ellis
Donald Johnson "Don" Ellis (Los Ángeles, California, 25 de julio de 1934 - Hollywood, 17 de diciembre de 1978), conocido como Don Ellis, fue un trompetista, baterista, arreglista, compositor y director de orquesta estadounidense. Falleció de una crisis cardíaca, con 44 años.

## Historial

### Comienzos
Estudió trompeta y composición en la Universidad de Boston, y en la "Lennox School of Jazz", donde se licenció en 1956. Ese mismo año, tocó en una banda dirigida por Ray McKinley. Tras regresar de su servicio militar, durante el cual tocó en diversas orquestas militares en Alemania, en las que coincidió con otros músicos como Cedar Walton o Eddie Harris, trabaja en las big bands de Charlie Barnet (1958) y Maynard Ferguson (1959), tocando después, en formato trío, en el Village Vanguard. Graba un disco, ese mismo año, con Charles Mingus (Mingus Dinasty), además de tres álbumes con Ferguson. En 1961, comienza una colaboración con George Russell, con quien grabará cuatro discos entre 1961 y 1962.

### Experimentaciones
En ese periodo (1960-1963), Ellis grabó varios discos como titular, con músicos como Jacki Byard, Ron Carter, Paul Bley, Gary Peackock o Eric Dolphy. En estas grabaciones, Ellis realiza experimentos con el tempo y la tonalidad, dentro de una dinámica generalizada en la época, cercana al free jazz, aunque más adelante se mostrará bastante crítico con este estilo.
En 1963, tras haber realizado giras por Europa del Este y haber publicado un artículo en Down Beat sobre esta experiencia,  monta el grupo The Improvisational Workshop, junto a Lalo Schifrin, Roswell Rudd y Steve Swallow y, paralelamente, toca como solista con la New York Philarmonic Orchestra, en las obras Improvisation, dirigida por Leonard Bernstein, y Journey into Jazz, de Gunther Schuller. Las grabaciones resultantes de esta experiencia, se publicaron en 1965 bajo el título de Leonard Bernstein conducts music out of time. En 1964, estudiará etnomusicología en la UCLA, con el intérprete hindú de sitar, Hari Har Rao, con quien trabajará además en el Hindustani Jazz Sextet.

### Las Big Bands
Al año siguiente, 1965, monta su primera big band, con veintitrés músicos y, con ella, se presenta en el Festival de Jazz de Monterey de 1966, obteniendo un éxito espectacular. El concierto se edita en formato LP por el sello Pacific Jazz. Durante unos meses, Ellis mantiene un sexteto, con el que realiza varios conciertos, entre ellos uno en el Fillmore West junto a Grateful Dead y Big Brother and the Holding Company. Pero, a la vez, mantuvo a su big band, tocando cada lunes durante casi un año, en el Club Havana de Hollywood. Paralelamente, graba con Frank Zappa y Al Kooper, sendos discos.
En esta época, Ellis comienza a trabajar con compases poco usuales, extraídos de la música folclórica y de desarrollos matemáticos de los tempos tradicionales, llegando en este terreno mucho más lejos de lo que había llegado cualquier músico anterior, tocando en metros como 19/8 (interpretado en divisiones de 3-3-2-2-2-1-2-2-2) y otros aún más largos (hasta 85). Algunos de sus ritmos se plantean como ecuaciones matemáticas, como un blues en ritmo de 11/4, ejecutado como 32/3/4 y, ello, con verdadero swing. Ellis movía a su big band por este tipo de compases, de forma fácil y ligera. En 1967 se publica un nuevo álbum de la banda, grabado en directo en varios festivales de la costa Oeste, bajo el título de Live in 32/3/4 (Pacific Jazz).
El productor de Columbia, John H. Hammond, ficha a la banda y edita su primer disco en estudio, Electric Bath, en septiembre de 1967. El álbum tiene una recepción magnífica por parte de la crítica (es nominado a los Premios Grammy de ese año, y obtiene el galardón como Mejor disco de jazz del año en Down Beat), pero también por parte del público, alcanzando el n.º 8 en el Jazz Top de Billboard. Su siguiente disco, Shock Treatment (1968) no satisfizo al propio Ellis, aunque ese mismo año se publicó el tercero para Columbia, mixto en estudio y en vivo, titulado Autumn, que sí consiguió continuidad con la calidad de Electric Bath. También el disco The Don Ellis Band goes Underground (1969), que incluía una primera versión del tema Bulgarian Bugle, en compás de 33/16, consiguió buena recepción y ventas. 
En 1970, la banda de Ellis volvió al Filmore West en un concierto junto a Quicksilver Messenger Service, uno de los grupos emblemáticos de la sicoldelia californiana, que se editó como doble-LP. El rendimiento de la banda en escena, muy por encima de sus trabajos en estudio, llevaron a Columbia a publicar en 1971 otro disco en vivo, grabado en un club de San Francisco (California), Tears of Joy, en el que Ellis amplía la big band con una sección de cuerdas formada por dos violines, una viola y un chelo. Gracias a una novedosa, por entonces, amplificación eléctrica para ellas (el sistema Transducer de Barcus-Berry), logró un empaste perfecto de las cuerdas con los instrumentos de viento. La banda, además, llevaba dos baterías y percusión, que en algunos temas se ampliaban a tres, con él mismo. Este tipo de estructura de big band, se mantuvo también en otros discos, como Soaring (1973). Este mismo año, sin embargo, se publicó también Haiku, con cuarteto y orquesta de cuerdas, introspectivo y organizado sobre la poesía haiku japonesa, y totalmente diferente de los anteriores.

### Música de películas
En 1972, el director de cine William Friedkin, propone a Ellis la composición, con su banda, de la música de su nueva película, The French Connection, que se publica en 1973 y obtiene el Grammy al Mejor arreglo instrumental. A partir del éxito de esta música y de la secuela del film, French Connection II (1975), Ellis realiza un buen número de trabajos para cine y TV: Kansas City Bomber (1972), The Seven-Ups (1973), Movin' On (1974), Man belongs to the Earth (1974), The Deadly Tower (1975), Doctor's Hospital (1975), Ruby (1977) o Natural Enemies (estrenada en 1979, después de su muerte).

### Estilo
Ellis es una figura muy propia de la época en que vivió, y un músico muy polémico, en el estilo en que lo era Stan Kenton: Muy influenciado por John Cage y Stockhausen, su trabajo con big band muestra una fuerte personalidad y la capacidad de jugar con los tempos y los tonos, manejando una amplia paleta de instrumentos y sonoridades a los que sacaba el máximo rendimiento. Es una de las grandes figuras del jazz orquestal moderno.
Como instrumentista, desarrollaba también estos factores, utilizando una trompeta especial, capaz de tocar cuartos de tono. Usaba también, con frecuencia, la amplificación electrónica.
Ellis está también considerado como un interesante teórico musicólogo, habiendo publicado un gran número de artículos y varias obras importantes, entre ellas The new rhythm book (1972), y Cuartos de tono: Un texto con ejemplos musicales, ejercicios y estudios (1975).

## Discografía
- New Sounds for the '60s [no publicado] (Enrica, 1960)
- ...How Time Passes... (Candid, 1960)
- Out of Nowhere (Candid, grabado en 1961, publicado en 1988)
- New Ideas (Prestige, 1961)
- Essence (Pacific Jazz, 1962)
- Jazz Jamboree 1962 (Muza, 1962)
- Don Ellis Orchestra Live at Monterey (Pacific Jazz, 1966)
- Live in 3 2/3 4 Time (Pacific Jazz, 1966)
- Pieces of 8 (Wounded Bird, grabado en 1967, editado en 2005)
- Electric Bath (Columbia, 1967)
- Shock Treatment (Columbia, 1968)
- Autumn (Columbia, 1969)
- The New Don Ellis Band Goes Underground (Columbia, 1969)
- Don Ellis at Fillmore (Columbia, 1970) Grabado en vivo en The Fillmore West; San Francisco.
- Tears of Joy (Columbia, 1971) Grabado en vivo en el Basin Street West; San Francisco.
- Connection (Columbia, 1972)
- Soaring (MPS Records, 1973)
- Haiku (MPS Records, 1973)
- Music from Other Galaxies and Planets (Atlantic Records, 1977)
- Live at Montreux (Atlantic Records, 1977)